# Hanwha Eagles
Die Hanwha Eagles (koreanisch 한화 이글스), offiziell bekannt als Hanwha Eagles Professional Baseball Club (한화 이글스 프로야구단), sind ein südkoreanischer professioneller Baseballclub aus Daejeon. Der Club ist Mitglied der KBO League, der höchsten südkoreanischen Baseball-Liga. Heimstadion ist das Daejeon Hanbat Baseball Stadium. 1985 als „Binggrae Eagles“, hatten sie 1986 ihr Debüt als siebtes Franchise der Liga. 1993 erfolgte die Namensänderung zu Hanwha Eagles. Der Eigentümer Hanwha ist eines der größten koreanischen Industriekonglomerate, der sogenannten Jaebol.
Die Eagles konnten die Korean Series, die koreanische Meisterschaftsserie, bisher nur einmal im Jahr 1999 gewinnen. Sie nahmen bisher (Stand 2019) 13 mal an den Playoffs teil und endeten dabei fünfmal auf dem zweiten Platz. Das Team war in den späten 1990er und frühen 2000er Jahre für seine außergewöhnlich hohe Slugging Percentage bekannt, die im Jahr 1999 mit .484 den höchsten Wert in der Geschichte der KBO League erreichte. Die Eagles haben drei Retired Numbers vergeben, mehr als alle anderen Teams der KBO League.

## Saisonergebnisse
| Saison          | Liga            | Platz | Reguläre Saison | Reguläre Saison | Reguläre Saison | Reguläre Saison | Reguläre Saison | Reguläre Saison | Reguläre Saison | Reguläre Saison | Reguläre Saison | Postseason | Awards                                 |
| Saison          | Liga            | Platz | Rang            | Spiele          | Siege           | Niederlagen     | Unentschieden   | Sieg %          | BA              | HR              | ERA             | Postseason | Awards                                 |
| --------------- | --------------- | ----- | --------------- | --------------- | --------------- | --------------- | --------------- | --------------- | --------------- | --------------- | --------------- | --- | -------------------------------------- |
| Binggrae Eagles |                 |       |                 |                 |                 |                 |                 |                 |                 |                 |                 | |                                        |
| 1986            | KBO             | 7/7   | 7/7             | 54              | 12              | 42              | 0               | .222            | .236            | 46              | 3.67            | nicht qualifiziert |                                        |
| 1986            | KBO             | 7/7   | 6/7             | 54              | 19              | 34              | 1               | .358            | .236            | 46              | 3.67            | nicht qualifiziert |                                        |
| 1987            | KBO             | 6/7   | 6/7             | 54              | 24              | 28              | 2               | .463            | .274            | 48              | 3.78            | nicht qualifiziert | Lee Jeong-hun                          |
| 1987            | KBO             | 6/7   | 6/7             | 54              | 23              | 29              | 2               | .444            | .274            | 48              | 3.78            | nicht qualifiziert | Lee Jeong-hun                          |
| 1988            | KBO             | 2/7   | 2/7             | 54              | 34              | 20              | 0               | .630            | .266            | 73              | 3.72            | Sieg Playoff vs. Samsung Lions (3–0) NL Korean Series vs. Haitai Tigers (2–4)                                             |                                        |
| 1988            | KBO             | 2/7   | 3/7             | 54              | 28              | 25              | 1               | .528            | .266            | 73              | 3.72            | Sieg Playoff vs. Samsung Lions (3–0) NL Korean Series vs. Haitai Tigers (2–4)                                             |                                        |
| 1989            | KBO             | 2/7   | 1/7             | 120             | 71              | 46              | 3               | .604            | .276            | 97              | 3.50            | NL Korean Series vs. Haitai Tigers (1–4)                                                                                  |                                        |
| 1990            | KBO             | 4/7   | 3/7             | 120             | 68              | 50              | 2               | .575            | .270            | 112             | 3.41            | NL Semi-playoff vs. Samsung Lions (0–2)                                                                                   |                                        |
| 1991            | KBO             | 2/8   | 2/8             | 126             | 72              | 49              | 5               | .591            | .274            | 136             | 3.35            | Sieg Playoff vs. Samsung Lions (3–1) NL Korean Series vs. Haitai Tigers (0–4)                                             | Chang Jong-hoon (MVP)                  |
| 1992            | KBO             | 2/8   | 1/8             | 126             | 81              | 43              | 2               | .651            | .267            | 146             | 3.68            | NL Korean Series vs. Lotte Giants (1–4)                                                                                   | Chang Jong-hoon (MVP)                  |
| 1993            | KBO             | 5/8   | 5/8             | 126             | 61              | 61              | 4               | .500            | .238            | 81              | 3.46            | nicht qualifiziert |                                        |
| Hanwha Eagles   |                 |       |                 |                 |                 |                 |                 |                 |                 |                 |                 | |                                        |
| 1994            | KBO             | 3/8   | 3/8             | 126             | 65              | 59              | 2               | .524            | .247            | 68              | 3.52            | Sieg Semi-playoff vs. Haitai Tigers (2–0) NL Playoff vs. Taepyongyang Dolphins (0–3)                                      |                                        |
| 1995            | KBO             | 6/8   | 6/8             | 126             | 55              | 71              | 0               | .437            | .249            | 96              | 4.04            | nicht qualifiziert |                                        |
| 1996            | KBO             | 4/8   | 4/8             | 126             | 70              | 55              | 1               | .560            | .245            | 90              | 3.79            | NL Semi-playoff vs. Hyundai Unicorns (0–2)                                                                                | Koo Dae-sung (MVP)                     |
| 1997            | KBO             | 6/8   | 6/8             | 126             | 51              | 73              | 2               | .413            | .253            | 102             | 4.06            | nicht qualifiziert |                                        |
| 1998            | KBO             | 7/8   | 7/8             | 126             | 55              | 66              | 5               | .455            | .250            | 123             | 4.26            | nicht qualifiziert |                                        |
| 1999            | Magic League    | 1/8   | 2/4             | 132             | 72              | 58              | 2               | .554            | .283            | 197             | 4.88            | Sieg Playoff vs. Doosan Bears (4–0) Sieg Korean Series vs. Lotte Giants (4–1)                                             |                                        |
| 2000            | Magic League    | 7/8   | 3/4             | 133             | 50              | 78              | 5               | .391            | .276            | 180             | 5.24            | nicht qualifiziert |                                        |
| 2001            | KBO             | 4/8   | 4/8             | 133             | 61              | 68              | 4               | .473            | .275            | 148             | 4.85            | NL Semi-playoff vs. Doosan Bears (0–2)                                                                                    | Kim Tae-kyun (ROTY)                    |
| 2002            | KBO             | 7/8   | 7/8             | 133             | 59              | 69              | 5               | .461            | .256            | 170             | 4.79            | nicht qualifiziert |                                        |
| 2003            | KBO             | 5/8   | 5/8             | 133             | 63              | 65              | 5               | .492            | .254            | 121             | 4.38            | nicht qualifiziert |                                        |
| 2004            | KBO             | 7/8   | 7/8             | 133             | 53              | 74              | 6               | .417            | .268            | 140             | 5.24            | nicht qualifiziert |                                        |
| 2005            | KBO             | 4/8   | 4/8             | 126             | 64              | 61              | 1               | .512            | .270            | 159             | 4.41            | Sieg Semi-playoff vs. SK Wyverns (3–2) NL Playoff vs. Doosan Bears (0–3)                                                  |                                        |
| 2006            | KBO             | 2/8   | 3/8             | 126             | 67              | 57              | 2               | .540            | .253            | 110             | 3.37            | Sieg Semi-playoff vs. Kia Tigers (2–1) Sieg Playoff vs. Hyundai Unicorns (3–1) NL Korean Series vs. Samsung Lions (1–1–4) | Ryu Hyun-jin (ROTY) Ryu Hyun-jin (MVP) |
| 2007            | KBO             | 3/8   | 3/8             | 126             | 67              | 57              | 2               | .540            | .254            | 104             | 3.54            | Sieg Semi-playoff vs. Samsung Lions (2–1) NL Playoff vs. Doosan Bears (0–3)                                               |                                        |
| 2008            | KBO             | 5/8   | 5/8             | 126             | 64              | 62              | 0               | .508            | .254            | 120             | 4.43            | nicht qualifiziert |                                        |
| 2009            | KBO             | 8/8   | 8/8             | 133             | 46              | 84              | 3               | .354            | .269            | 164             | 5.71            | nicht qualifiziert |                                        |
| 2010            | KBO             | 8/8   | 8/8             | 133             | 49              | 82              | 2               | .374            | .244            | 104             | 5.43            | nicht qualifiziert |                                        |
| 2011            | KBO             | 6/8   | 6/8             | 133             | 59              | 72              | 2               | .450            | .255            | 93              | 5.11            | nicht qualifiziert |                                        |
| 2012            | KBO             | 8/8   | 8/8             | 133             | 53              | 77              | 3               | .408            | .249            | 71              | 4.55            | nicht qualifiziert |                                        |
| 2013            | KBO             | 9/9   | 9/9             | 128             | 42              | 85              | 1               | .331            | .259            | 47              | 5.31            | nicht qualifiziert |                                        |
| 2014            | KBO             | 9/9   | 9/9             | 128             | 49              | 77              | 2               | .389            | .283            | 104             | 6.35            | nicht qualifiziert |                                        |
| 2015            | KBO             | 6/10  | 6/10            | 144             | 68              | 76              | 0               | .472            | .271            | 130             | 5.11            | nicht qualifiziert |                                        |
| 2016            | KBO             | 7/10  | 7/10            | 144             | 66              | 75              | 3               | .468            | .289            | 142             | 5.76            | nicht qualifiziert |                                        |
| 2017            | KBO             | 8/10  | 8/10            | 144             | 61              | 81              | 2               | .430            | .287            | 150             | 5.28            | nicht qualifiziert |                                        |
| 2018            | KBO             | 3/10  | 3/10            | 144             | 77              | 67              | 0               | .535            | .275            | 151             | 4.93            | NL Semi-playoff vs. Nexen Heroes (1–3)                                                                                    |                                        |
|                 |                 |       | Gesamt          | Gesamt          | Sieg            | Niederlage      | Unentschieden   | Win%            |                 |                 |                 | |                                        |
| Reguläre Saison | Reguläre Saison | 1979  | 2176            | 82              | .474            |                 |                 |                 |                 |                 |                 | |                                        |
| Postseason      | Postseason      | 32    | 45              | 1               | .417            |                 |                 |                 |                 |                 |                 | |                                        |
| Total           | Total           | 2011  | 2221            | 83              | .473            |                 |                 |                 |                 |                 |                 | |                                        |

## Personal

### Manager
- Bae Seong-seo (1986–1987)
- Kim Yeong-duk (1988–1992)
- Kang Byeong-cheol (1993–1998)
- Lee Hui-su (1998–2000)
- Lee Kwang-hwan (2001–2002)
- Yu Seung-an (2003–2004)
- Kim In-sik (2005–2009)
- Han Dae-hwa (2010–2012)
- Han Yong-duk (2012)
- Kim Eung-ryong (2013–2014)
- Kim Sung-keun (2015–2017)
- Lee Sang-gun (2017)
- Han Yong-duk (2018–present)

### Retired Numbers
| Song Jin-woo P nicht mehr vergeben seit 23. September 2009 | Jung Min-cheul P nicht mehr vergeben seit 11. September 2009 | Jang Jong-hoon SS, 1B, DH nicht mehr vergeben seit 16. September 2005 |